# 金竹里 (新竹市)
金竹里古稱金門厝，位於臺灣新竹市北區，北邊和東邊與舊社里相鄰，南邊與湳雅里接壤，西邊與金雅里相接。本里位於新竹市重畫住宅區，東從舊社國小，西至武陵路271巷，南起鐵道路，北臨68號東西向快速道路，住宅、公寓集中，為新興社區。

## 歷史
清末竹塹城北門外有金門厝莊，新竹縣采訪冊曰：「縣北四里，戶四十一，丁口一百六十。」為當時竹塹城越過頭前溪來往竹北地區的重要路口。新竹縣采訪冊也記載有一金門厝義渡，也叫湳子河義渡，由當地平埔族竹塹社及殷戶共同設置。 明治三十四年(1901)新竹設廳，合併湳雅、金門厝、舊社等聚落並設立湳雅庄。大正九年（1920）新竹改廳設州，湳雅庄改為大字，併入新竹街直轄。民國三十五年（1946）廢大字設里，分為湳雅和舊社兩里。民國八十三年（1994）因金門厝地區在民國七十以後發展快速，且原舊社里因住戶人口數過大政令宣達不易，所以另設金竹里。「金竹」的地名，取自於「金門厝」和「新竹」的各一個字作為里名。

## 居住型態
金竹里是純住宅區，近頭前溪，可以到河堤上運動、釣魚等。

## 交通
金竹里附近有大潤發賣場、光華國中、舊社國小，也有68號東西向快速道路和溪洲大橋，可以快速通往竹北、竹東等地區。				

## 學校
- 新竹市北區舊社國民小學